# باشگاه والیبال اسکرا بلچاتوف
باشگاه والیبال پی جی ای کا پ اس اسکرا بلچاتوف اس آ (به لهستانی: Klub Piłki Siatkowej Skra Bełchatów) معروف به اسکرا بلچاتوف یا اسکرا بلخاتوف باشگاه حرفه‌ای والیبال مستقر در بلچاتوف لهستان است. این باشگاه در سال ۱۹۳۰ با نام ار کا اس اسکرا تأسیس شد و از زمان تأسیس تا به امروز شش بار تغییر نام داد. اسکرا با ۹ قهرمانی در پلوس لیگا موفق‌ترین باشگاه لهستان است. میلاد عبادی پور بازیکن ایرانی و  سابق این تیم بوده‌ است. امین اسماعیل‌نژاد هم سابقه بازی در این تیم را دارد. 

## بازیکنان ایرانی
میلاد عبادی‌پور
امین اسماعیل‌نژاد

## افتخارات
- قهرمانی پلوس لیگا: ۰۵–۲۰۰۴، ۰۶–۲۰۰۵، ۰۷–۲۰۰۶، ۰۸–۲۰۰۷، ۰۹–۲۰۰۸، ۱۰–۲۰۰۹، ۱۱–۲۰۱۰
- نایب قهرمانی قهرمانی باشگاه‌های جهان: ۲۰۰۹، ۲۰۱۰
- قهرمانی جام حذفی لهستان: ۰۵–۲۰۰۴، ۰۶–۲۰۰۵، ۰۷–۲۰۰۶، ۰۹–۲۰۰۸
- نایب قهرمانی  لیگ قهرمانان والیبال اروپا : ۰۸–۲۰۰۷، ۱۰–۲۰۰۹
- قهرمانی  سوپر جام لهستان : ۰۱–۲۰۰۰، ۰۵–۲۰۰۴، ۰۶–۲۰۰۵، ۱۱–۲۰۱۰

## کادرفنی کنونی
- کمک مربی: یاکوب نالپکا
- کمک مربی: ماتئوس نیکیل
- مربی آمادگی بدنی: بارتوش ووتال
- دکتر: وویچ لوکارز
- فیزیوتراپیست: توماش کوچیاپینسکی
- مدیر: ورونیکا کوبیاک
- مدیر ورزشی:  یاچک پاسینسکی